# Santiago Gentiletti
Santiago Juan Gentiletti Selak est un ancien footballeur italo-argentin né le 9 janvier 1985 à Gödeken (province de Santa Fe) en Argentine. Il joua au poste de défenseur central de 2004 à 2021.

## Biographie
Gentiletti joue plus de 50 matchs pour le Gimnasia de La Plata avec lequel il participe à la Copa Libertadores 2007 (un match), avant de signer pour le Provincial Osorno au Chili en 2008, club promu en Primera División, qui sera ensuite relégué. En 2009, il joue avec O'Higgins, toujours au Chili.
En 2010, il s'engage avec le club d'Argentinos Juniors et devient un joueur important de l'équipe première dirigée par Claudio Borghi. Il remporte le tournoi de clôture du championnat d'Argentine en participant à 16 matchs sur 19 et en inscrivant un but pendant le tournoi. Il participe aux deux matchs de Copa Sudamericana 2010 contre Independiente(élimination 1-0 et 1-1).
En 2011, il participe à la Copa Libertadores avec l'Argentinos Juniors (6 matchs).
Il est proposé à des clubs européens lors du mercato estival 2011 et rejoint le Stade brestois sous la forme d'un prêt avec option d'achat. En fin de saison, l'option n'est pas levée. De retour en Argentine, il signe à San Lorenzo de Almagro.
Le 21 août 2014, il signe pour trois ans avec la Lazio Rome. Le montant du transfert s'élève à 2 millions d'euros,

## Palmarès
Argentinos Juniors
- Champion d'Argentine en 2010 (clôture)

 CA San Lorenzo
- Vainqueur de la Copa Libertadores en 2014
- Champion d'Argentine en 2013 (ouverture)

## Statistiques
| Saison                | Club                     | Championnat           | Championnat | Championnat | Coupe(s) nationale(s) | Coupe(s) nationale(s) | Compétition(s) continentale(s) | Compétition(s) continentale(s) | Compétition(s) continentale(s) | Total | Total |
| Saison                | Club                     | Division              | M.          | B.          | M.                    | B.                    | Comp.                          | M.                             | B.                             | M.    | B.    |
| 2005 (clôture)        | Gimnasia La Plata        | Primera división      | 5           | 0           | -                     | -                     | -                              | -                              | -                              | 5     | 0     |
| 2005 (ouverture)      | Gimnasia La Plata        | Primera división      | 8           | 1           | -                     | -                     | -                              | -                              | -                              | 8     | 1     |
| 2006 (clôture)        | Gimnasia La Plata        | Primera división      | 6           | 0           | -                     | -                     | -                              | -                              | -                              | 6     | 0     |
| 2006 (ouverture)      | Gimnasia La Plata        | Primera división      | 5           | 0           | -                     | -                     | -                              | -                              | -                              | 5     | 0     |
| 2007 (clôture)        | Gimnasia La Plata        | Primera división      | 16          | 0           | -                     | -                     | CL                             | 1                              | 0                              | 17    | 0     |
| 2007 (ouverture)      | Gimnasia La Plata        | Primera división      | 12          | 0           | -                     | -                     | -                              | -                              | -                              | 12    | 0     |
| 2008 (clôture)        | Gimnasia La Plata        | Primera división      | 1           | 0           | -                     | -                     | -                              | -                              | -                              | 1     | 0     |
| 2008 (clôture)        | Provincial Osorno (prêt) | Primera división      | 6           | 0           | -                     | -                     | -                              | -                              | -                              | 6     | 0     |
| 2009 (ouverture)      | O'Higgins (prêt)         | Primera división      | 12+2        | 0+0         | -                     | -                     | -                              | -                              | -                              | 14    | 0     |
| 2009 (clôture)        | O'Higgins (prêt)         | Primera división      | 16          | 0           | -                     | -                     | -                              | -                              | -                              | 16    | 0     |
| 2010 (clôture)        | Argentinos Juniors       | Primera división      | 16          | 1           | -                     | -                     | -                              | -                              | -                              | 16    | 1     |
| 2010 (ouverture)      | Argentinos Juniors       | Primera división      | 16          | 1           | -                     | -                     | CS                             | 2                              | 0                              | 18    | 1     |
| 2011 (clôture)        | Argentinos Juniors       | Primera división      | 18          | 0           | -                     | -                     | CL                             | 6                              | 0                              | 24    | 0     |
| 2011-2012             | Stade brestois 29        | Ligue 1               | 15          | 2           | 2                     | 0                     | -                              | -                              | -                              | 17    | 2     |
| 2012-2013             | CA San Lorenzo           | Primera división      | 25          | 1           | 5                     | 0                     | CS                             | 2                              | 0                              | 32    | 1     |
| 2013-2014             | CA San Lorenzo           | Primera división      | 26          | 1           | 2                     | 0                     | CL                             | 14                             | 1                              | 42    | 2     |
| 2014-2015             | Lazio Rome               | Serie A               | 5           | 1           | 1                     | 0                     | -                              | -                              | -                              | 6     | 1     |
| 2015-2016             | Lazio Rome               | Serie A               | 19          | 0           | 1                     | 0                     | C1+C3                          | 2+5                            | 0+0                            | 27    | 0     |
| 2016-2017             | Genoa CFC                | Serie A               | 15          | 0           | 2                     | 0                     | -                              | -                              | -                              | 17    | 0     |
| 2017-2018             | Genoa CFC                | Serie A               | 4           | 0           | 3                     | 0                     | -                              | -                              | -                              | 7     | 0     |
| 2018-2019             | Albacete Balompié        | LaLiga 2              | 5           | 0           | -                     | -                     | -                              | -                              | -                              | 5     | 0     |
| Total sur la carrière | Total sur la carrière    | Total sur la carrière | 253         | 8           | 16                    | 0                     | -                              | 32                             | 1                              | 301   | 9     |